# Konrad Wasielewski

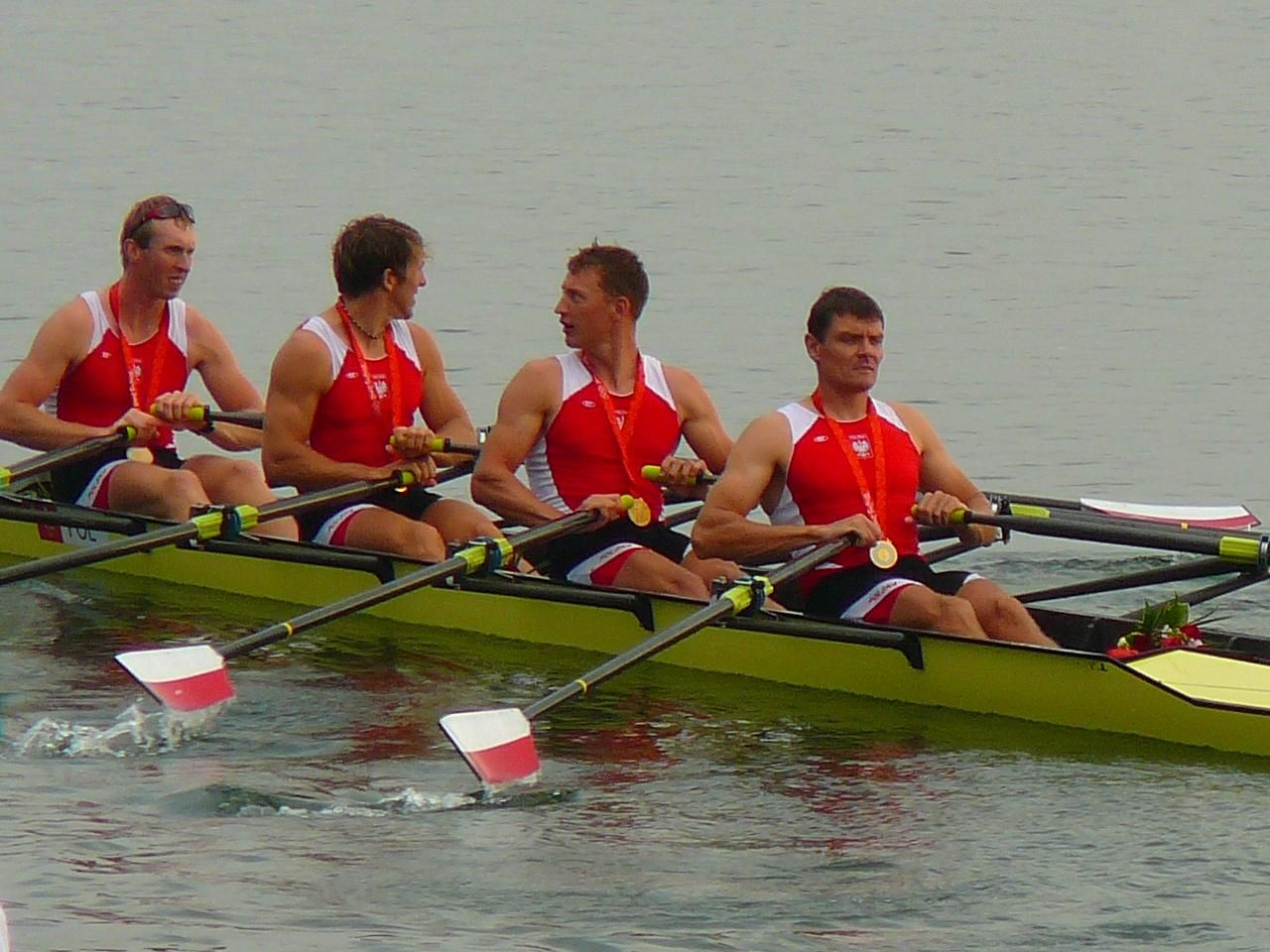
Der Polnische Doppelvierer 2008 in Peking: Konrad Wasielewski, Marek Kolbowicz, Michał Jeliński, Adam Korol (von links nach rechts)

Konrad Henryk Wasielewski (* 19. Dezember 1984 in Stettin) ist ein polnischer Ruderer, der 2008 olympisches Gold im Doppelvierer gewann.
Nachdem Wasielewski im Doppelvierer 2003 Bronze und 2004 Silber bei den U23-Weltmeisterschaften gewonnen hatte, rückte er 2005 in den polnischen Verbandsvierer auf. Zusammen  mit Michał Jeliński, Adam Korol und Marek Kolbowicz belegte er im Ruder-Weltcup einen dritten und einen zweiten Platz. Bei den Weltmeisterschaften in Gifu gelang dem Boot der Gewinn der Goldmedaille. 2006 gewann das Boot beim Weltcup in München und in Posen und verteidigte bei den Ruder-Weltmeisterschaften 2006 in Eton erfolgreich den Titel. 2007 gelang dem Vierer nach Weltcupsiegen in Linz und Amsterdam bei den Ruder-Weltmeisterschaften 2007 in München der dritte Titelgewinn in Folge. Auch 2008 war der polnische Vierer stets vorn dabei, beim Weltcup folgte auf den Sieg in München, der zweite Platz in Luzern und ein dritter Platz in Posen. Bei den Olympischen Spielen in Peking konnte sich der polnische Vierer letztlich deutlich von den anderen Booten absetzen und gewann mit über zwei Sekunden Vorsprung vor den Booten aus Italien und Frankreich.
Nach dem Sieg bei den Ruder-Weltmeisterschaften 2009 und bei den Ruder-Europameisterschaften 2010 konnte der polnische Doppelvierer seine Dominanz nicht halten, 2011 gewann das Boot Bronze bei den Europameisterschaften und belegte bei den Weltmeisterschaften den vierten Rang.